# Mirococcus sphaeroides
Mirococcus sphaeroides är en insektsart som beskrevs av Danzig 1975. Mirococcus sphaeroides ingår i släktet Mirococcus och familjen ullsköldlöss.
Artens utbredningsområde är Mongoliet. Inga underarter finns listade i Catalogue of Life.